# Panzer Division Marduk
Panzer Division Marduk — шестой студийный альбом шведской блэк-метал-группы Marduk. Альбом был записан и сведён на шведской студии The Abyss в январе 1999 и выпущен в июне того же года французским лейблом Osmose Productions. Это был последний альбом группы, выпущенный на этом лейбле.
По замыслу группы, альбом символизирует огонь, как Nightwing символизирует кровь, а La Grande Danse Macabre — смерть, формируя трилогию, символизирующую видение группы того, чем является блэк-метал. Также это является посвящением альбому Blood Fire Death группы Bathory.
На обложке альбома изображена шведская версия (Stridsvagn 104) британского танка Centurion Mk5.

## Список композиций
| №  | Название                   | Длительность |
| -- | -------------------------- | ------------ |
| 1. | «Panzer Division Marduk»   | 2:39         |
| 2. | «Baptism by Fire»          | 3:51         |
| 3. | «Christraping Black Metal» | 3:46         |
| 4. | «Scorched Earth»           | 3:37         |
| 5. | «Beast of Prey»            | 4:07         |
| 6. | «Blooddawn»                | 4:20         |
| 7. | «502»                      | 3:14         |
| 8. | «Fistfucking God's Planet» | 4:28         |

| №   | Название              | Длительность |
| --- | --------------------- | ------------ |
| 9.  | «Deathride»           |              |
| 10. | «Todeskessel Kurland» |              |